# カール・ヘルベルト・シェール
カール・ヘルベルト・シェール（Karl Herbert Scheer,1928年6月19日 - 1991年9月15日）は、ドイツのSF作家。ヘッセン州ハールハイム生まれ。

## 概要
フランクフルトの高校に入学後、海軍でUボートの乗組員をし、終戦後にはクラリネットやサックスの奏者など仕事を転々とし、1948年にデビューし、さまざまなペンネームを駆使してSF・ミステリーなど多くの作品を発表した。
1961年9月に、クラーク・ダールトンらとSFの大長編『宇宙英雄ペリー・ローダン』シリーズの刊行をはじめた。途中で病に倒れて執筆を中断するが復帰し、100篇近くを世に送り出した。
長い間執筆を続け、1991年にローダン・シリーズの第1545話を書き終えたところで、肺炎で没。63歳。

## 主要著作
出版年は日本での刊行日。
- 『地球人捕虜収容所』創元SF文庫、1966年7月
- 『地球への追放者』創元SF文庫、1968年3月
- 『宇宙船ピュルスの人々』創元SF文庫、1970年6月
- 『地底のエリート』創元SF文庫
- 『オロスの男』ハヤカワ文庫SF、1978年
- 『地底世界の圧制者』ハヤカワ文庫SF
- 『特務機関GWA』ハヤカワ文庫SF

- 『宇宙英雄ペリー・ローダン』シリーズ　ハヤカワ文庫SF、1971年7月-